# Siège d'Ath (1745)
Pour les articles homonymes, voir Siège d'Ath.
Guerre de Succession d'Autriche
Batailles
- Mollwitz (04-1741)
- Chotusitz (05-1742)
- Sahay (05-1742)
- Prague (06/12-1742)
- Dettingen (06-1743)
- Cap Sicié (02-1744)
- 19 mai 1744
- Menin (05/06-1744)
- Ypres (06-1744)
- Furnes (07-1744)
- Fribourg (11-1744)
- Tournai (04/06-1745)
- Pfaffenhofen (04-1745)
- Fontenoy (05-1745)
- Hohenfriedberg (06-1745)
- Melle (07-1745)
- Gand (07-1745)
- Bruges (07-1745)
- Audenarde (07-1745)
- Termonde (08-1745)
- Ostende (08-1745)
- Nieuport (08/09-1745)
- Ath (09/10-1745)
- Soor (09-1745)
- Hennersdorf (11-1745)
- Kesselsdorf (12-1745)
- Culloden (04-1746)
- Mons (06/07-1746)
- Bruxelles (01/02-1746)
- Namur (09-1746)
- Charleroi (07/08-1746)
- Lorient (09/10-1746)
- Rocourt (10-1746)
- Cap Finisterre (1er) (05-1747)
- Lauffeld (07-1747)
- Bergen-op-Zoom (07/09-1747)
- Cap Finisterre (2e) (10-1747)
- Saint-Louis-du-Sud (03-1748)
- 18 mars 1748
- Maastricht (04/05-1748)

Campagnes italiennes
- Combat de Saint-Tropez (06-1742)
- Camposanto (02-1743)
- Villafranca (04-1744)
- Casteldelfino (07-1744)
- Velletri (08-1744)
- Madonne de l'Olmo (09-1744)
- Bassignana (09-1745)
- Josseau (10-1745)
- Plaisance (06-1746)
- Tidone (08-1746)
- Rottofreddo (08-1746)
- Gênes (1er) (12-1746)
- Gênes (2e) (07-1747)
- Assietta (07-1747)

Le siège d'Ath de 1745, se place dans le cadre de la guerre de Succession d'Autriche et des opérations des armées françaises sur le territoire des Pays-Bas autrichiens. 
Cette invasion des Pays-Bas autrichiens par la France est la conséquence de la déclaration de guerre du Roi de France, en date du 26 avril 1744, du traité de Worms, traité d'alliance de l'Autriche, la Grande-Bretagne, la Saxe, le Hanovre et le Piémont français et faisant suite, en outre, à la crise constitutionnelle causée par un problème de légitimité de l'héritière de Charles VI, manifesté par le refus à l'intérieur et à l'extérieur de l'empire[Par qui ?] d'avaliser la pragmatique sanction réglant notamment l'ordre de succession de l'Autriche[pas clair], en la personne de l'impératrice Marie-Thérèse d'Autriche.
Dans le cadre de la guerre de succession d'Autriche, l'armée française est placée sous la direction du maréchal De Noailles. Maurice de Saxe est élevé en 1743 au rang de Maréchal de France. Après Tournai et Fontenoy, la campagne militaire française de 1745, dans les Pays-Bas autrichiens continue notamment vers Gand, Audenarde, Ostende et Nieuport. Le dernier épisode de cette campagne est la prise d'Ath.
Le siège de la ville commence le 26 septembre pour se terminer le 8 octobre 1745, par une victoire française.

## Siège d'Ath dans la guerre de succession d'Autriche

### Invasion française des Pays-Bas autrichiens et des Provinces-Unies
Épargnés dans un premier temps, les Pays-Bas sont contraints par la déclaration de guerre du Roi de France à l'Autriche[Par qui ?] (à la suite du traité de Worms signé durant la guerre de succession d'Autriche), d'entrer dans la lutte, le 26 avril 1744. L'armée française — 120 000 hommes placés sous le commandement de Maurice de Saxe — conquiert l'ensemble des provinces, Gueldre et Luxembourg exceptés, au bout de trois campagnes successives. La frontière est franchie fin mai 1744. Les places de la Barrière, mal entretenues et faiblement défendues, résistent fort peu de temps.
Le Roi de France, Louis XV, accompagné du dauphin, partit de Paris le 2 mai 1744 et arriva le 6 à Douai, où il rencontra l’état-major en campagne chargé de diriger les opérations de cette campagne.

### Préparatifs du siège
Le 1er septembre jugeant que l'armée adverse était bien retranchée derrière le canal de Vilvorde, le roi de France chargea le maréchal de Saxe, commandant général de son armée, de déployer ses forces sur la rive gauche de la Dendre, de Ninove à Termonde et d'entreprendre le siège d'Ath, selon le journal du duc d'Aumale en date de l'année 1747.
Dès le début du mois de septembre le Comte de Clermont-Gallerande, qui avait reçu du Maréchal de Saxe l'ordre de commander, était déjà au château d'Attre (ou Arbre), où deux échevins d'Ath vinrent lui faire des représentations au nom des bourgeois de cette ville.
Malgré cette avancée diplomatique du corps civil de la ville, le magistrat publiera quelques jours plus tard, le 18 septembre, un ban politique, ordonnant aux habitants d'illuminer leurs maisons et de faire des feux de joie devant leurs portes, de sept à huit heures du soir, à l'occasion de l'élection en qualité de Roi des Romains et de futur empereur, le 13 septembre, du co-régent, François, époux de Marie-Thérèse, qui fut couronné le 4 octobre.
Devant l'imminence du siège, le comte de Wurmbrand ordonna aux habitants de faire des provisions pour deux mois et fit abattre les arbres… Des mesures furent prises par ban politique des édiles de la Ville afin de lutter contre tout incendie (vases d'eau…), interdiction fut faite aux habitants de sortir la nuit avec d'autres luminaires qu'une lanterne allumée, de se promener sur les remparts, de s'approcher des troupes cantonnées sur l'Esplanade, de parler du service de Sa Majesté, de faire courir des bruits faux et indiscrets, d'acheter aucune munition de guerre.
Divers projets de réquisition ou diverses réquisitions militaires en faveur de la garnison furent consignées dans le registre des bans politiques. Dès 1743 et jusqu'en 1745, diverses mesures furent prises pour le logement de troupes supplémentaires, à l'origine les troupes campent sur l'Esplanade, des logements à louer sont réclamés, des réquisitions de logement réalisées, les exemptions ordinaires accordées (clergé) sur pied coutumier, à la condition qu'il n'y ait pénurie, et finalement, la veille de la capitulation, une réquisition de chevaux est promulguée sous la menace de pillage.
Le 29 mai, les casernes étaient remplies de blessés, diverses décisions furent prises ; après la reddition de Tournai, le gouverneur militaire commandant la place ordonna de former l'inondation et d'abattre les haies et arbres.
Les Français et leur chef de Clermont-Gallerande brûleront les faubourgs de la ville d'Ath, investie le 27 septembre, si l'on en croit l'historien Gilles Joseph de Boussu. Quant à  Jean Dugnoille, celui-ci affirme que ce n'est que le 30 septembre que le commandant militaire se résolut à incendier les maisons des faubourgs qui pouvaient servir d'abris aux assaillants.
Prévoyant l'issue du siège, le Conseil de ville examina dès le 29 septembre les conditions d'une capitulation.

### Chronologie du siège
Épargnés dans un premier temps, les Pays-Bas sont contraints d'entrer dans la guerre le 26 avril 1744.
Le comte d'Estrées se porta à Enghien le 25 septembre et le comte de Clermont- Gallerande forma le premier investissement d'Ath avec huit bataillons et 26 escadrons le 26, qui furent complétés le 28 par 22 bataillons et une brigade de cavalerie, ce qui faisait au total 30 bataillons.
L'investissement de la place d'Ath débute le dimanche 26 septembre 1745, en fin de journée. Faiblement protégée, la place fortifiée par Vauban, dans la seconde moitié du XVIIe siècle, n'est défendue que par 1 563 hommes de garnison — 670 Hollandais et 579 Britanniques (régiment de Sempill), sans compter un détachement de 314 autrichiens — placés sous le commandement du gouverneur militaire, le comte Casimir Heinrich von Wurmbrand-Stuppach (de) (1680–1749), général d'artillerie. Selon O. Leleu, le gouverneur militaire aurait été à la tête de 5 000 hommes
Jean Dugnoille parle aussi d'une garnison athoise de 4 à 5 000 hommes. Outre le commandant militaire, le comte Von Wurmbrand Stuppach, l'ingénieur commandant l'artillerie était l'athois Robert Spalart. Il était aidé par les sous-lieutenants ingénieurs, Plon et Deville. Le Contrôleur des fortifications d'Ath, Louis Lebori, prit de larges responsabilités dans la défense, tandis que le munitionnaire Philippart assurait le ravitaillement régulier des troupes en munition et en vivres.
Les assiégés n'étaient pas restés inactifs. Dès le 26 septembre, ils firent porter l'inondation à son niveau le plus élevé.
L'artillerie est répartie en sept batteries, 44 pièces de bronze, 12 de fer et quelques mortiers montés sur les bastions, seulement desservie par 17 canonniers, secondés de soixante volontaires, ces pièces furent réparties en sept batteries sur les bastions et n'assurent, somme toute qu'une puissance de feu, assez limitée. Ils disposèrent sur les ouvrages extérieurs, 438 hommes qui constituaient un cordon de surveillance, appuyé par des patrouilles continuelles sur les chemins couverts.
Menés par le marquis Pierre Gaspard de Clermont-Gallerande, les assaillants s'imposent sans peine du fait de leur nette supériorité numérique. Trente bataillons et demi d'infanterie, 28 escadrons de cavalerie, cinq de dragons, le corps de Gassin (sic) — plus de 23 000 hommes — cantonnent aux abords immédiats de la cité. Le quartier général loge à Arbre, les quatre brigades d'ingénieur, à Maffle.
Concentrés dans la zone d'attaque, 36 canons et 24 mortiers sont, progressivement, déployés et pointés sur les fortifications de Vauban.

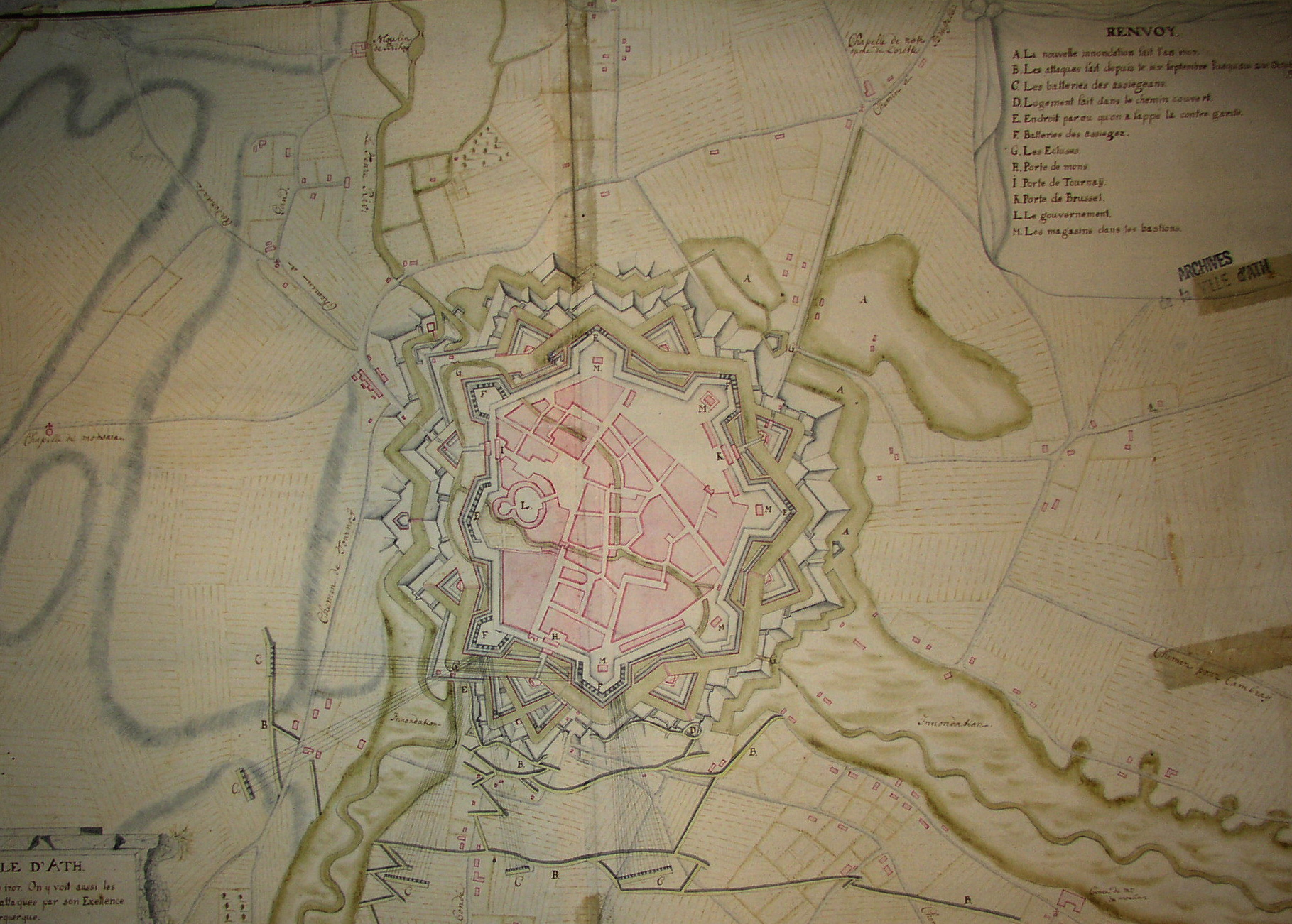
Fortifications d'Ath, 1707.

L'offensive débute le soir du vendredi 1er octobre du côté du mont Féron, d'Irchonwelz et de Maffle ; dans la nuit du 2 au 3 octobre, 2 800 hommes durant la nuit aidés de trois bataillons de grenadiers réussissent à réaliser une première parallèle longue de plus d'un kilomètre, à moins de 200 mètres parfois des saillants du chemin couvert.
Surpris par la célérité de la manœuvre, les assiégés réagissent peu. À l'aube du 3 octobre, ils ne peuvent constater que l'inévitable. les français ont atteint la demi-lune de St Roch. En ce jour achevé, la sape reprend avec l'établissement de deux demi-parallèles. La nuit du 4 au 5, le terrassement confine au glacis. D'un côté, deux rameaux en zigzag progressent vers la demi-lune de Mons. D'autre part, on observe une progression vers la Flèche, ouvrage détaché protégeant le ravelin Saint Roch. des emplacements sont aménagés en toute hâte pour l'artillerie, deux batteries de six gros mortiers sont déjà opérationnelles. avec l'important dispositif en place au mont Féron, elles permettront un pilonnage intensif des défenses.

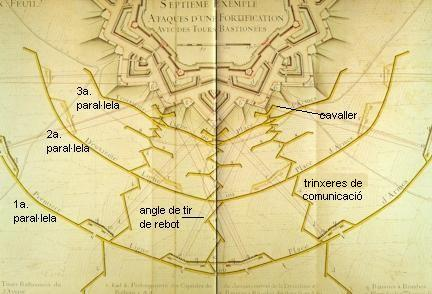
Parallèles de Vauban.

Au soir du 5 octobre, les travaux d'approche avoisinent le couvre-face protégeant le flanc est de la demi-lune de Mons. Ils touchent aux saillants du chemin couvert assurant les dehors du ravelin Saint Roch. Les positions de tir sont renforcées ou plutôt fortement rapprochées , significativement vers l'inondation de Maffle, mais aussi vers la porte de Tournai et de Mons. L'avancée entraîne l'abandon subséquent des ouvrages extérieurs.
Selon le témoignage du comte de Wurmbrand, la ville commence à souffrir des bombardements des 20 mortiers en batterie, dont il faisait feu sans relâche « quantité de maisons étoient déjà écrasées et plusieurs habitans étouffez sous leurs ruines, mais comme Mars doit être impitoyable, ces calamités ne faisoient aucune impression sur ses vrais soldats ».
Le mouvement reprend inexorablement à la tombée du jour. Passant à mi-glacis par devant la contre-garde du Hainaut, une communication peut enfin s'établir entre les deux sapes qui dorénavant progressent rapidement l'une vers l'autre. Sur l'ensemble des ouvrages encerclés, les positions sont consolidées.
Dans la matinée du 7 octobre 1745, lors d'une suspension d'armes, l'offre est faite au gouverneur de faire reddition, dans des conditions honorables. La proposition inscrite dans un courrier de Maurice de Saxe, est jugée assez favorablement ; mais, après consultation des officiers supérieurs de la garnison, l'offre de capitulation est rejetée pour l'heure et en l'état, parce qu'on avait l'espoir d'être délivré par un secours du prince de Waldeck qui commandait 10 à 12 000 hommes.
Au mépris des conventions si propres à l'art de la guerre et à la diplomatie d'Ancien Régime, la trêve est mise à profit pour poursuivre les terrassements, des dispositions sont prises pour permettre sans délai, le passage du fossé à hauteur du saillant de la Flèche. Selon le comte d'Aumale les français profitèrent de la trêve pour examiner de plus près, la défense de la ville (les contre-garde, nouveauté de la fin du XVIIe et du XVIIIe siècle, « les ennemis laissoient approcher assés volontiers ce qui marquoit bien visiblement, qu'ils n'avoient pas grande envie de se défendre encore longtemps ».
À la réouverture des hostilités, les défenseurs abandonnent la position ainsi que le poste du chemin couvert de la contre-garde du Hainaut et se retirent, la deuxième parallèle est établie. Le couronnement du chemin couvert du tenaillon de la porte de Mons s'achève. Vers l'inondation d'Irchonwelz, une nouvelle batterie est installée, la pression s'accroît sur le flanc sud de la contregarde de Maffle.

### Conditions des capitulations civiles et militaires
Durant la nuit du 7 au 8 octobre 1745, la ville subit un bombardement incessant. vers une heure et demie, l'arsenal du château Burbant est touché. Divers quartiers de la ville sont à la merci des flammes à la surprise du feld-maréchal Königsegg, faisant rapport de la force de frappe de l'armée alliée dans une lettre à l'empereur : « la manière dont les français attaquent présentement les places à forces bombes et de boulés rouges, réduit les garnisons si vite à capituler, parce que ces anciennes places n'ayant pas de casemattes, le soldat ne peut tenir parmi l'incendie des maisons et leur ruine. Vers une heure et demie la nuit, un fatal contretems renversa nos projets de longue défense. On s'aperçut tout d'un coup que notre arsenal était en feu, et qu'une grelle de bombes ne faisoit qu'augmenter l'aspect affreux de cet embrasement, on n'y pouvoit porter aucun remède ». La nuit se passe à éteindre les incendies.
Au matin du 8 octobre, l'affaire semble entendue, la cité est meurtrie, ses défenses diminuées, faute d'affût il ne reste plus que cinq pièces de gros canons en état de servir.
Après quelques atermoiements, la décision est finalement prise vers 10 heures de demander la capitulation.
Le drapeau blanc est arboré sur le bastion du Hainaut, un accord est rapidement conclu. Des otages furent envoyés de part et d'autre, les Français acceptèrent les conditions posées par le gouverneur militaire : sortie de tous les militaires avec les honneurs de la guerre, deux pièces de canon, un mortier, des munitions. La capitulation a été signée le 8 octobre.
Prévenu le 4 octobre qu'une armée de secours avait pris position à Hal, le comte d'Estrées jugea judicieux de se replier sur Ghislenghien, pour s'appuyer sur l'armée du siège, le comte de Clermont-Gallerande fit placer ses troupes sur une ligne allant d'Attre à Chièvres pour  éviter la jonction dans la cité. Le maréchal de Saxe renforça le 8 octobre, les troupes françaises. Ces mouvements de troupes, dans la campagne de la châtellenie, conditionnent la capitulation militaire, les Français exigent que celle-ci prenne un effet immédiat, mais conséquemment, la garnison sortira libre de la place assiégée.
La porte de Mons est investie par quatre compagnies de grenadiers ; ayant obtenu les honneurs, la garnison sort libre de la place le lundi 11 octobre, pour se rendre à Bruxelles.
La ville d'Ath adresse à Louis XV une longue requête, tendant à la conservation des privilèges, auxquels le Monarque a répondu par diverses apostilles en marge de la Requête, supplique comportant 20 articles, en date du 3 novembre 1745.

## Conséquences

### L'impact sur les populations civiles et militaires
Le récit d'un officier, rapporté par O. Leleu et G. Englebert est significatif de l'art de la guerre, dans ce pays au XVIIIe siècle, « nous nous trouvâmes à la tranchée le 8e jour, qui fut celui de la reddition. La nuit qui la précéda parut cruelle pour les habitans (sic), car notre général informé que les ennemis venaient au secours de la place, fit faire un feu terrible sur les maisons, dont plusieurs furent embrasées... Les cris des bourgeois, que les bombes et les boulets écrasaient, et que nous entendions distinctement crier miséricorde, auraient émus les cœurs les plus endurcis, mais la guerre et la pitié sont incompatibles, le gouverneur fit arborer le drapeau blanc à 8 heures du matin, et battre la chamade, quoiqu'il n'y eut aucune brèche au rempart..., pressé peut-être par le peuple réduit à l'extrémité, ou par un corps d'anglais qui faisait partie de la garnison, dont le chef ne voulut point être fait prisonnier de guerre. On lui accorda une honorable capitulation ».

### Infrastructure hospitalière
L'armée autrichienne dispose d'une infrastructure médicale sur les champs de bataille, les régiments disposent, en outre, des services d'un médecin et d'un chirurgien militaire, il est vrai que le XVIIIe siècle constitue une époque de développement des infrastructures hospitalières militaires dans toute l'Europe (Angleterre, Portsmouth et Plymouth). Pendant le siège, les casernes peuvent être utilisées comme hôpital militaire.
L'infrastructure de l'armée française en matière hospitalière – qui a fait l'objet d'une étude minutieuse dans le cadre d'une publication sous la direction de Denis Morsa – pour le siège de Mons 1691 repose sur les instructions suivantes, :

« l'hôpital serait établi entre le côté ou serait l'attaque et le dessous de la rivière. Que tous les blessés qui pourroient souffrir le transport par batteaux seroient conduits dans les hôpitaux de Condé, Tournay et Valenciennes, et les autres pensés dans le lieu de l'établissement de l'hôpital... On fit conduire dans ce lieu tous les meubles, « ustenciles », et ... régla le nombre de chirurgiens apoticaires et médecins. Mr de Louvois envoya plusieurs chirurgiens et apoticaires de Paris, avec six garçons... On prit 15 Récollets pour dire des messes et aller à la queue de la tranchée. Il y eut pour ce siège 6 ou 7 officiers tués, 100 soldats morts et pas plus de 150 blessés. »

— Morsa 1991, p. 39
La ville d'Ath au XVIIIe siècle dispose d'une infrastructure hospitalière insuffisante et d'un personnel médical peu qualifié pour une population évaluée à environ 8 000 habitants (intra et extra muros) ; l'hôpital général civil, l'hôpital de la Madeleine dispose d'une capacité générale de 9 lits (multiples x 4), cette capacité peut être doublée, en temps de guerre, sans compter l'admission de militaires sur des lits de camp et des paillasses.
À ce jour, les inventaires d'archives ne renseignent pas l'existence d'hôpitaux militaires en ville (à l'exception semble-t-il de la période française pour lesquels les inventaires des archives d'Ath mentionnent l'existence de traces), peut-être l'hôpital Saint-Jacques (Camino del Santiago) a-t-il joué ce rôle jusqu'au XVIIe siècle, les historiens ne disposent donc pas en l'état de données objectives sur les soins donnés aux blessés lors de cette guerre de succession d'Autriche.
O. Leleu signale d'autres chiffres et remarque, en outre, mais sans pouvoir dater ni préciser l'ampleur du phénomène, que la caserne des Capucins aurait été réservée comme hôpital militaire (135 lits x 3), mais cette utilisation pendant et après le siège de 1745 ne semble pas avérée puisque l'incendie fut si considérable qu'il atteint également les casernes.

### Pertes civiles
Les pertes civiles, lors du siège de 1745 peuvent être analysées grâce aux registres paroissiaux de Saint Martin et Saint Julien, ceux-ci ont une rédaction très troublée durant le siège : ratures, interversion, délais pour le service funéraire, notamment car la ville extra-muros a été incendiée. Cette dernière comporte de nombreux hameaux dont certains disposent de chapelles, probablement sous régime féodal (clergé régulier, noblesse, autel particuliers, …), loin de tout contrôle de la ville, du chapitre cathédral ou de l'Université.
|                          | 1736 | 1737 | 1738 | 1739 | 1740 | 1741 | 1742 | 1743 | 1744 | 1745 | 1746 | 1747 | 1748 | 1749 | 1750 | 1751 | 1752 | 1753 |
| ------------------------ | ---- | ---- | ---- | ---- | ---- | ---- | ---- | ---- | ---- | ---- | ---- | ---- | ---- | ---- | ---- | ---- | ---- | ---- |
| Paroisse de Saint Julien | 79   | 66   | 61   | 72   | 75   | 109  | 111  | 67   | 72   | 109  | 63   | 67   | 76   | 56   | 56   | 56   | 83   | 70   |
| Paroisse de Saint-Martin | 11   | 9    | 10   | 8    | 7    | 13   | 23   | 10   | 12   | 17   | 8    | 8    | 11   | 9    | 13   | 9    | 10   | 11   |

Des pics de mortalité peuvent être observés en 1741, 1742, 1745 (année du siège).

### Pertes militaires
La ville a été occupée par les armées alliées de 1745 jusqu'à la réintégration du gouverneur général autrichien en 1749, à la suite des mouvements de troupes, de blessés et de prisonniers, les pères récollets ont tenu un registre de décès des blessés français et subséquemment des morts dirigés en ville (provenant d'autres sièges-campagnes de 1746-47, pic en novembre 1746) pour y être respectivement soignés, munis de la dernière onction et y enterrés et ce jusqu'en 1749.
|                               | 1745       | 1746 | 1747 | 1748 | 1749  | Total |
| ----------------------------- | ---------- | ---- | ---- | ---- | ----- | ----- |
|                               | après oct. |      |      |      | janv. |       |
| Paroisse des RR.PP. Récollets | 40         | 105  | 134  | 142  | 1     | 422   |

### Conséquences de la guerre de succession pour la ville d'Ath

#### Dommages de guerre
Les bombes des français mirent le feu à la ville, l'incendie fut si considérable que les assiégés battirent la générale et sonnèrent le Tocsin. Le bombardement, le plus terrible fut celui de la nuit du 7 au 8 après que les français eurent rapproché les batteries de la ville.
À la fin du siège, la ville offrait un fort triste spectacle, un grand nombre de maisons et d'édifices furent criblés de boulets et d'éclats de bombes, et beaucoup d'habitants périrent sous les débris de leur habitation ou dans l'incendie qui s'est déclaré subséquemment au bombardement. Il y eut de considérables dégâts aux maisons particulières (travaux publics, criées et adjudications, 200 demandes de particuliers pour matériaux de reconstruction), aux casernes, à l'Église St Julien, à l'hôpital de La Madeleine, à l'abbaye Notre-Dame du refuge, au couvent des sœurs grises dites pénitentes, l'église et l'abbaye de Liessies, au château qui fut particulièrement atteint, ainsi qu'à l'arsenal. Émile Ouverleaux, dans les années 1930, émet l'hypothèse que l'expression populaire, se sauver aux capucins, tirerait son origine de la guerre de succession d'Autriche puisque le quartier des Capucins semble avoir été épargné par les bombes de Louis XV.

#### Occupation française
La veille de la reddition de la ville, la maison du Roi et la gendarmerie vinrent camper à Leuze. Le lundi 11, les troupes françaises entrèrent dans la place, dont le gouvernement fut donné au marquis d'Armentières, Maréchal de camp. Les français ont démantelé un certain nombre de places conquises. Dès 1746, ils ont commencé à démanteler les fortifications d'Ath, il ne resta des fortifications de Vauban que le corps de place, c'est-à-dire les bastions et les courtines « dont les parapets furent arasés jusqu'au cordon de l'escarpe ».
Les réquisitions militaires françaises ont été analysées par O. Leleu, dans l'ensemble de la châtellenie. Il a également signalé les vols et pillages opérés dans les villages. Il précise les rations de fourrages, lits militaires, paillasses, le service de courrier dû par la ville, les chariots (octobre 48, 620 chariots répartis en deux convois) et la construction d'écuries pour accueillir la cavalerie française.

#### Fin de l'occupation française
Les troupes françaises ne quittèrent la ville d'Ath que le 23 février 1749, elles furent remplacées par des troupes autrichiennes. la mention suivante peut être lue dans les registres des R.P. Récollets : « evacuata fuit urbs Athensis a Gallis, die 23 februarii 1749. Deus illos conducat et non reducat. Fr. Nicolaus Mompait Recoll., ultimus eleemosinarius ».
Les autrichiens, à leur retour, trouvèrent une véritable ceinture de ruines, provenant des ouvrages démolis.

## Représentation du siège
Une représentation de ce siège a été réalisée par le peintre Louis-Nicolas Van Blarenberghe, peintre né à Lille dans l'ancien comté de Hainaut et de Flandres en 1716 et offre une vision d'ensemble de l'événement à l'heure de son aboutissement, achevée en 1788, il s'agit d'une des dernières peintures de la série qu'il a réalisées pour la résidence de Louis XVI au château de Versailles.
Il s'agit d'une gouache sur vélin, collé en plein carton (H 0,619 × L 0,959 m), signée et datée au bas au milieu du tableau : Van Blarenberghe 1788. Le mécène commanditaire est le roi de France, la représentation est réaliste. À l'avant plan, à gauche du tableau, se trouve une tranchée qui semble rejoindre les ouvrages de fortification de Vauban. L'analyse précise de l'image permettrait d'identifier certains régiments français cités dans les sources. Selon la fiche des collections de l'établissement public de Versailles, l'œuvre est entrée dans les collections du château en 1791 et constituait une commande du Ministère de la guerre à l'artiste en 1780.